# Verrucosa
Verrucosa es un género de arañas araneomorfas de la familia Araneidae. Se encuentra en  América y Verrucosa furcifera en Australia.

## Lista de especies
Según The World Spider Catalog 12.0:
- Verrucosa arenata (Walckenaer, 1842)
- Verrucosa furcifera (Keyserling, 1886)
- Verrucosa lampra (Soares & Camargo, 1948)
- Verrucosa meridionalis (Keyserling, 1892)
- Verrucosa septemmammata Caporiacco, 1954
- Verrucosa undecimvariolata (O. Pickard-Cambridge, 1889)
- Verrucosa zebra (Keyserling, 1892)